# Циглер, Рето (футболист)
Ре́то Пи́рмин Ци́глер (нем. Reto Pirmin Ziegler; род. 16 января 1986, Женева) — швейцарский футболист, защитник клуба «Сьон». Известен по выступлениям за национальную сборную Швейцарии. Основная игровая позиция — левый защитник, также может сыграть в центре защиты и на позиции левого полузащитника.

## Клубная карьера
Циглер начал карьеру в клубе «Серветт» из родной Женевы, откуда позже перебрался в один из лучших клубов Швейцарии — «Грассхоппер». Летом 2004 года «Тоттенхэм Хотспур» подписал с клубом контракт, согласно которому с 1 января 2005 года Циглер становился игроком лондонского клуба. Однако спортивному директору «Тоттенхэма» Фрэнку Арнесену удалось уговорить швейцарский клуб отпустить игрока в августе того же года. Несмотря на то, что тогда ему было всего 18 лет, он являлся важным звеном в команде Жака Сантини, а когда ему на смену пришёл Мартин Йол, он ещё сильней закрепился в основе «Тоттенхэма». Он мог сыграть как слева в полузащите, так и слева в защите, зачастую меняясь позициями с Тимоте Атуба, ещё одним универсальным игроком «шпор» того времени. В своём дебютном сезоне за «Тоттенхэм» Циглер провёл 31 игру в различных турнирах, включая 23 матча в Премьер-лиге. Он подавал большие надежды и быстро прогрессировал. Фанаты были в восторге от его проходов по флангу и тонкого чувства паса. Свой первый гол в профессиональной карьере Циглер забил 1 января 2005 года в победном матче против «Эвертона» (5:2). По окончании сезона он был признан лучшим молодым игроком «Тоттенхэма». Однако на следующий год после приобретения клубом ряда защитников Циглера отправили в аренду сначала в «Гамбург». Летом 2005 года он отправляется в «Гамбург», где из-за конфликта с главным тренером Томасом Доллем он провёл всего 11 матчей в Бундеслиге и 3 игры в Кубке УЕФА. Вернувшись из аренды в январе 2006 года, он тут же был отдан в аренду другому клубу Премьер-лиги — «Уиган Атлетик». До конца сезона 2005/06 он успел сыграть 10 матчей в Премьер-лиге, один матч в Кубке Англии, а также вышел на замену в финале Кубка лиги. Вернувшись из аренды, Циглер начал сезон 2006/07 в составе «Тоттенхэма», сыграв всего 4 матча, включая Кубок лиги и Кубок УЕФА.
31 января 2007 года Рето Циглер перешёл в «Сампдорию» на правах аренды до конца сезона. 18 февраля 2007 года Циглер провёл свой первый матч за «Сампдорию» в Серии A против «Пармы». 3 июля 2007 года «Сампдория» полностью выкупила права на Циглера. Летом 2010 года появилась информация, что петербургский «Зенит» близок к приобретению Циглера.
26 мая 2011 года на правах свободного агента Рето Циглер перешёл в «Ювентус». Контракт подписан до 30 июня 2015 года. В «Юве» не сыграл ни одного матча.

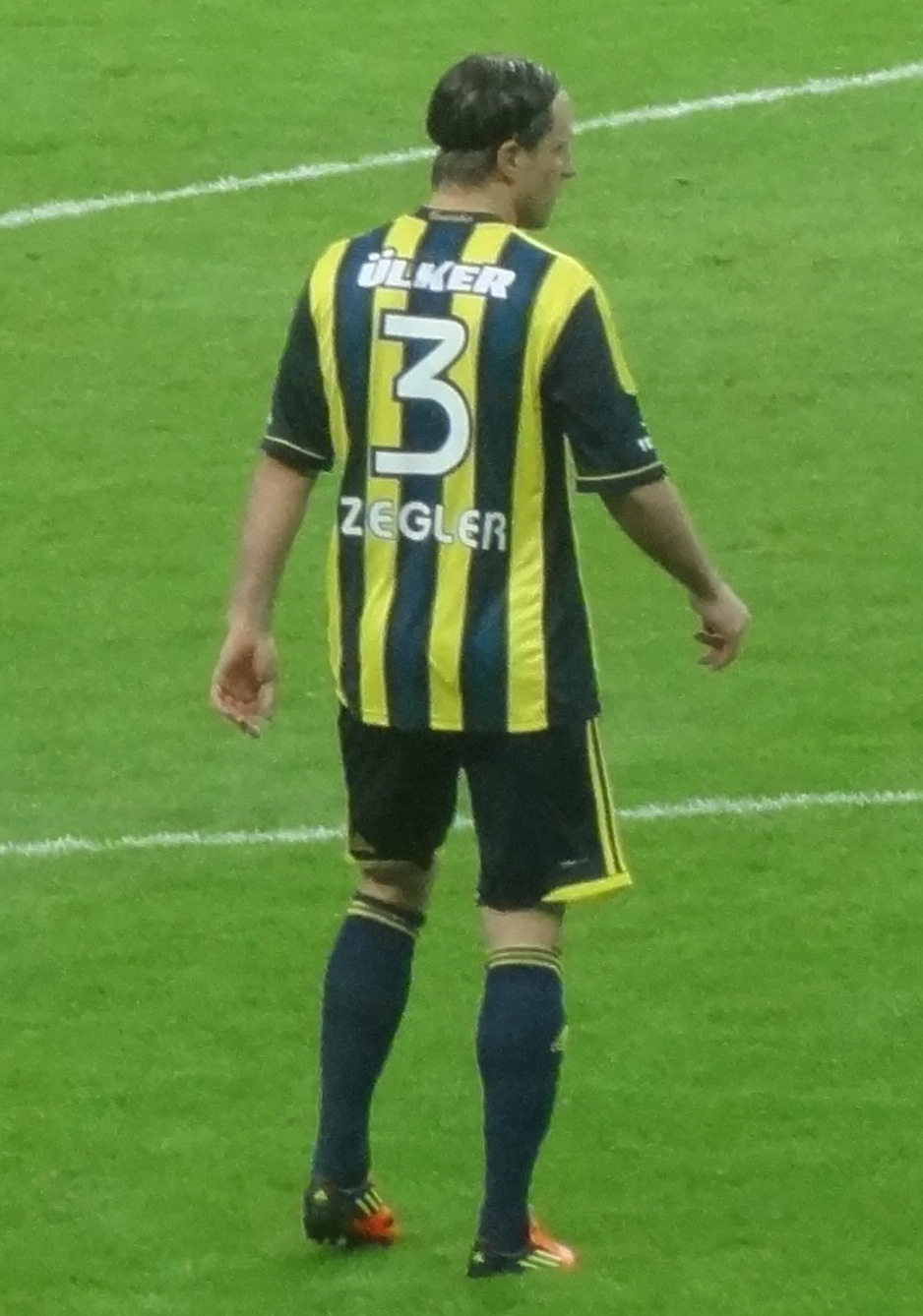
В составе «Фенербахче»

3 сентября 2011 года Циглер на правах аренды перешёл в «Фенербахче». Аренда рассчитана до 30 июня 2012 года. Там он сыграл 38 матчей и забил 1 гол.
6 сентября 2012 года перешёл на правах аренды в московский «Локомотив». 26 сентября в матче 1/16 Кубка России против армавирского «Торпедо» Рето дебютировал в новой команде. Всего за московский клуб швейцарец принял участие в 7 играх, покинув команду по окончании арендного соглашения.
20 августа 2013 года Циглер на правах аренды перешёл в команду-дебютант итальянской Серии А — «Сассуоло». По неофициальной информации, в рамках арендного соглашения «Ювентус» взял на себя обязательства по выплате части зарплаты футболиста.
С 2015 года Циглер выступал в швейцарском клубе «Сьон». В новом клубе Циглер получил футболку с номером «3».
25 сентября 2017 года Циглер на правах свободного агента присоединился к клубу «Люцерн», подписав контракт до конца года.
2 января 2018 года Циглер подписал контракт с клубом MLS «Даллас». За американский клуб дебютировал 21 февраля 2018 года в первом матче ⅛ финала Лиги чемпионов КОНКАКАФ 2018 против панамского «Тауро». 2 июня 2018 года в матче против «Лос-Анджелеса» забил свой первый гол в MLS. По окончании сезона 2020 срок контракта Циглера с «Далласом» истёк.
25 февраля 2021 года Циглер подписал контракт с клубом «Лугано» сроком до лета 2021 года. 3 июня 2021 года продлил контракт с клубом до лета 2023 года.

## Международная карьера
Циглер выступал за различные юношеские и молодёжные сборные Швейцарии (до 17, до 19, до 21). В 2002 году в Дании он помог швейцарцам победить французов в финале чемпионата Европы среди юношей до 17 лет. После нулевой ничьей в основное время швейцарцы взяли верх в серии пенальти со счётом 3:2, и последний, решающий удар нанёс именно Циглер.
Его дебют в главной сборной страны состоялся 26 марта 2005 года в отборочном матче на чемпионат мира 2006 против сборной Франции на «Стад де Франс», игра завершилась вничью (0:0). В том отборочном цикле он сыграл ещё два матча за сборную. В заявку на чемпионат мира 2006 не попал. 19 ноября 2008 года Рето забил свой единственный на данный момент гол за сборную, в победном матче против Финляндии в Санкт-Галлене.

## Достижения

### Клубные

#### «Грасхоппер»
- Чемпион Швейцарии: 2002/03
- Финалист Кубка Швейцарии: 2001/02

#### «Уиган Атлетик»
- Финалист Кубка Лиги: 2005/06

#### «Фенербахче»
- Обладатель Кубка Турции: 2011/12, 2012/2013
- Вице-чемпион Турции: 2011/12, 2012/13

#### «Сьон»
- Обладатель Кубка Швейцарии: 2014/15

#### «Лугано»
- Обладатель Кубка Швейцарии: 2021/22

### Международные
- Чемпион Европы среди юношей до 17 лет: 2002

## Интересные факты
Его старший брат Рональд Циглер также был профессиональным футболистом.